# Баярджарґал Аґваанцерен

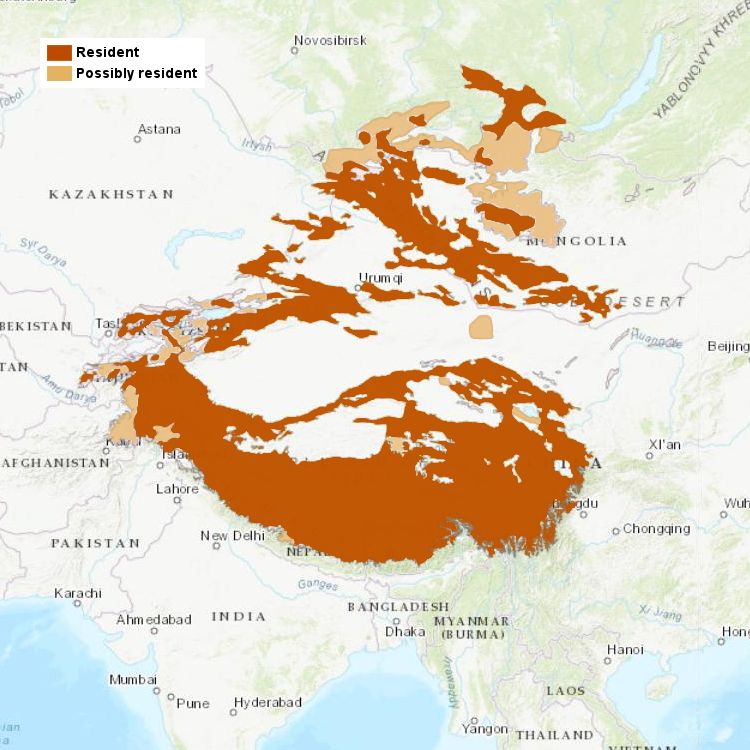
Місце проживання снігового барса

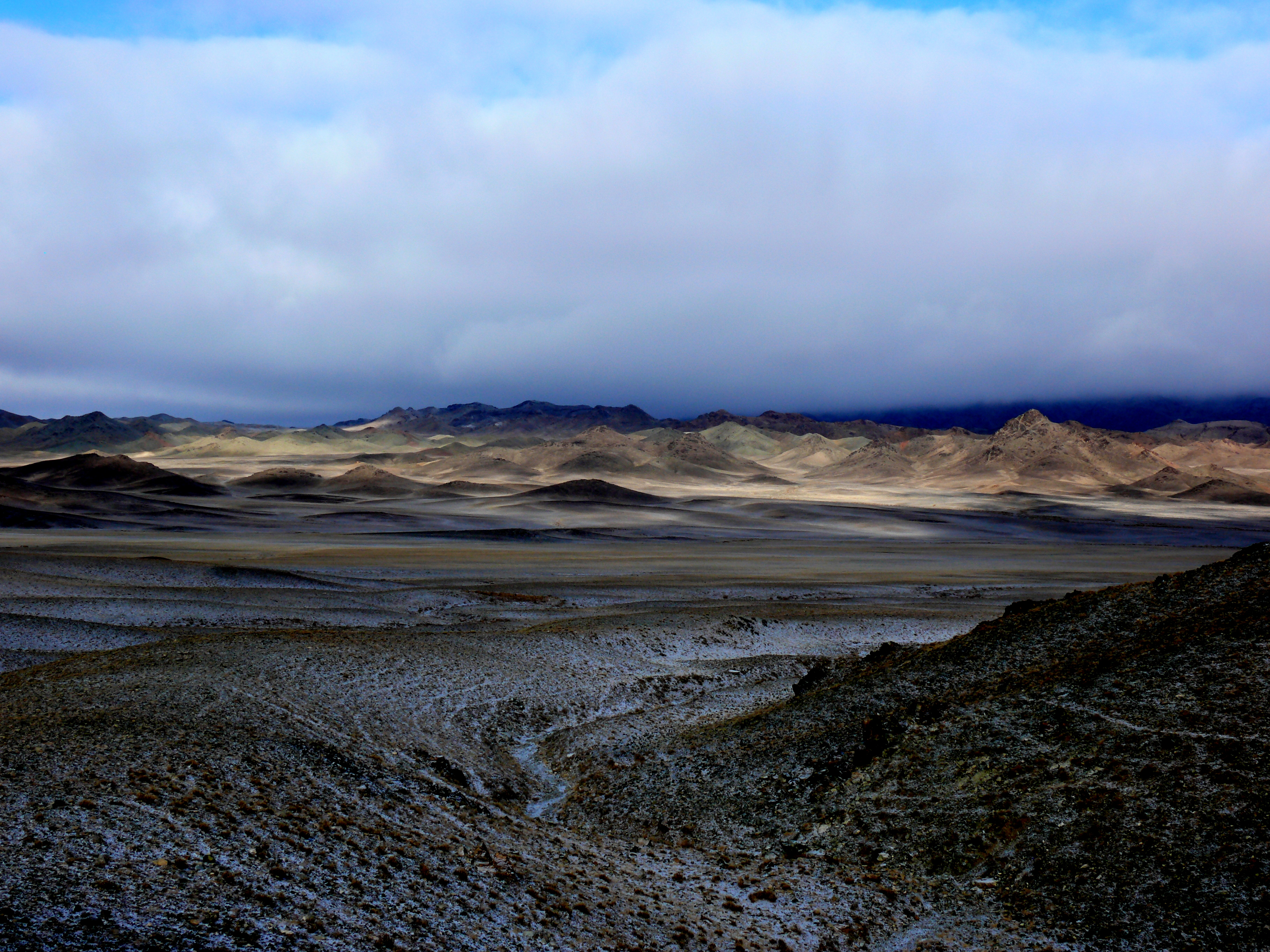
Пейзаж регіону Тост

Баярджарґал (Баяра) Аґваанцерен (нар. 1969 р.) — монгольська захисниця природи, яка проводила кампанію за збереження середовища проживання снігового барса в районі пустелі Південне Гобі, який став головним центром видобутку корисних копалин. Завдяки її успішним зусиллям зі  створення природного заповідника Тост Тосонбумба площею 8163 кв.км і тому, що влада скасувала 37 ліцензій на видобуток, у 2019 році вона була нагороджена екологічною премією Голдмана.

## Біографія
Баярджаргал Агваанцерен народилася 11 січня 1969 року в Рашаанті, провінція Ховсґьол, з початку 1990-х років працювала викладачкою мови та перекладачкою, спеціалізуючись на англійській та російській мовах. У 1997 році, зацікавившись місцевим середовищем, вона провела літо, перекладаючи дослідницьке дослідження для фонду збереження снігового барса. З 1997 року вона присвятила свою кар'єру порятунку снігових барсів та допомозі з утримання сільських сімей. У 1997 році вона була призначена програмною менеджеркою компанії Snow Leopard Enterprises [Архівовано 6 лютого 2022 у Wayback Machine.]. На ццій посаді вона працювала до 2007 року, коли приєдналася до Фонду збереження снігового барса як програмний директор у Монголії. Усвідомлюючи труднощі, з якими стикаються місцеві пастухи та їхні родини, того року вона заснувала Фонд збереження снігового барса, покликаний допомогти сільським жінкам створювати та продавати свої цінні вироби ручної роботи, водночас усвідомлюючи необхідність збереження снігового барса.
У 2009 році, розуміючи, що її зусиллям щодо збереження в регіоні Тост загрожують інтереси гірничодобувної промисловості, вона почала зосереджувати свою увагу на політичних ініціативах, мобілізуючи місцеву громаду до кампанії за захист ландшафту та середовища існування снігових барсів. Її зусилля продовжувалися рік за роком, нарешті в 2016 року призвели до визначення монгольським парламентом гір Тост державною заповідною територією, оскільки 80% його депутатів проголосували за цю пропозицію. Тепер терен відомий як природний заповідник Тост Тосонбумба, усі ліцензії на видобуток у цьому районі були скасовані.
Завдяки її зусиллям захистити середовище проживання сніжного барса Тост і життя місцевих сімей, у квітні 2019 року вона стала однією з шести екологинь з усього світу, які отримали екологічну премію Голдмана.
Її останні роботи зосереджені на повільному винищуванні барса. «Ми хотіли попрацювати з пастухами, щоб допомогти їм, подолавши економічні втрати, які вони зазнали від барсів», — сказав Агваанцерен в інтерв’ю 2019 року [Архівовано 24 травня 2022 у Wayback Machine.] .